# System of a Down (musikalbum)
System of a Down är System of a Downs självbetitlade debutalbum, utgivet 1998. Detta album uppnådde guldstatus den 2 februari 2000 och platinastatus fyra år efter att det hade släppts. Albumet finns med i boken 1001 Albums You Must Hear Before You Die och musikrecensenten Piero Scaruffi placerade detta album på plats 43 över de bästa heavy metal-albumen någonsin.
Albumet spelades in i Rick Rubins hus och källare, kallad The Dungeon, i Laurel Canyon i Los Angeles. Detta gjordes för att skapa den rätta atmosfären, enligt bandet, vilket skedde med hjälp av färgade ljud, rökelser och antika mattor. Rick blev även en sorts mentor till Serj och hjälpte honom att ändra sångstil, från den tidigare harmoniladdade sångstilen till en mer bisarr tecknad film-aktig stämma.

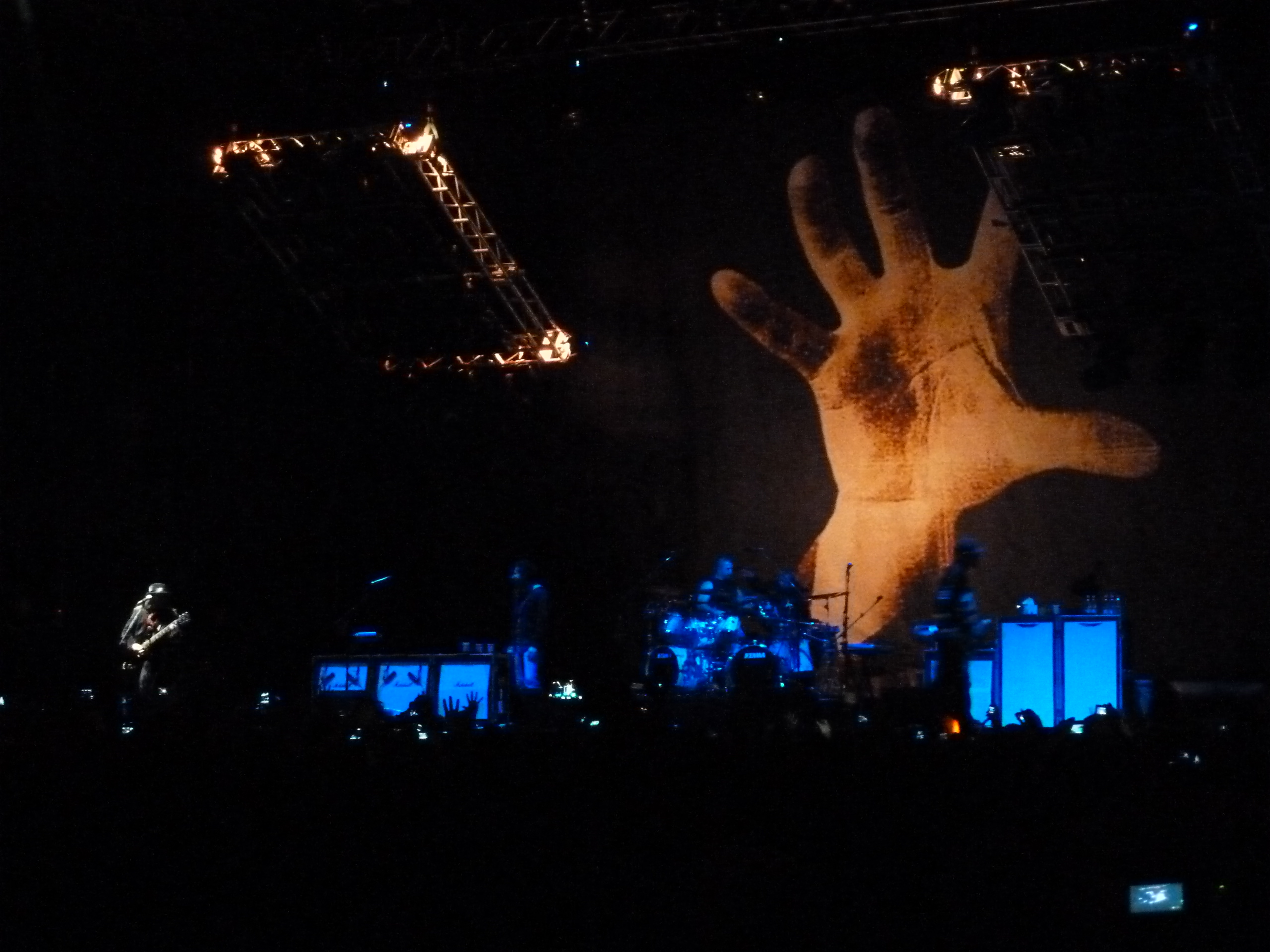
System of a Down under en konsert i Chile den 7 oktober 2011. Som bakgrund används John Heartfields propagandaaffisch "5 Finger hat die Hand. Mit 5 packst Du den Feind!".

Handen, som syns på framsidan av albumet efter ett förslag av Rick Rubin, är tagen från en av John Heartfields propagandaaffischer för Tysklands kommunistiska parti. Denna affisch skapades under Nazityskland-epoken och texten under planschen lyder (översatt från tyska): "5 fingrar har en hand! Med dessa 5 ta fast fienden!". Detta inspirerade bandet som på baksidan av detta album skrev följande rader: 
| ”                  | As the century nears its formidable end, our global experience of universal proportions, predicted by many greats, will arrive at our solar system, to our system of a down. Authoritarian oppression, family abuse, depression caused by conformity, and economic devastation will be neutralized by technological terrorism in times of complete chaos. Control will never again be gained for toleration will become extinct. A husband quarreling with his wife will not think twice or regret his spent bullet. Hungry children will not spare the grocer. Remorse in all forms will be removed from human thoughts and actions. Freedom will only be available through revolution or death. This system of a down is unavoidable as life on this planet becomes unnecessary. • The hand has five fingers, capable and powerful, with the ability to destroy as well as create. We have the power to stop and reverse the tides of time by making our awareness of abuse known to the powers of industry and their uncouth political arms. Only by raising this awareness and promoting personal peace within today's self-defeatist society, can we allow the planet a change to avoid self-destruction! Open your eyes, open your mouths, close your hands and make a fist. | „ |
| – System of a Down | |   |

I låten "Darts" nämns väderguden Adad (med sitt sumeriska namn Ishkur) och Ninti ("modern över allt levande" enligt myten om Enki) och låten "War?" berör seldjukernas historia vilket senare ledde fram till det Osmanska riket. Låten "P.L.U.C.K." tar upp det kontroversiella ämnet det armeniska folkmordet och i låten "DDevil" sammanfogas fyra stycken av Tankians dikter till en låt. Tankian förklarade några av albumet låtar på följande sätt: "'Marmalade' handlar om sex, det är en väldigt sexuell låt. 'Soil' handlar om en väns död, ett självmord. 'Peephole' handlar om droger. 'Spiders' är nästan som en kärlekslåt med en knorr på slutet, en låt om spirituellt uppvaknande. 'Know' är en socialt medveten låt som inte är särskilt personlig. Samma gäller för 'Sugar', socialt medveten men inte särskilt personlig, fast väldigt ångestfylld."
Mellan inspelningarna av albumlåtarna i Sound City sysselsatte sig bandet genom att läsa, argumentera med varandra, spela improviserade versioner av bland annat låtarna "Seventeen" av Winger och "Still Loving You" av Scorpions, spela Goldeneye 007 samt bygga ett tält i studion som Tankian benämnde "dödszonen".

## Låtlista
Alla låtar är skrivna och komponerade av System of a Down, om inte annat anges. 
| Nr  | Titel                                                    | Längd |
| --- | -------------------------------------------------------- | ----- |
| 1.  | Suite-Pee                                                | 2:32  |
| 2.  | Know                                                     | 2:56  |
| 3.  | Sugar                                                    | 2:33  |
| 4.  | Suggestions                                              | 2:44  |
| 5.  | Spiders                                                  | 3:35  |
| 6.  | DDevil                                                   | 1:43  |
| 7.  | Soil                                                     | 3:25  |
| 8.  | War?                                                     | 2:40  |
| 9.  | Mind                                                     | 6:16  |
| 10. | Peephole                                                 | 4:04  |
| 11. | CUBErt                                                   | 1:49  |
| 12. | Darts                                                    | 2:42  |
| 13. | P.L.U.C.K. (Politically Lying, Unholy, Cowardly Killers) | 3:37  |

| 14. | Marmalade | 3:00 |
| 15. | Storaged  | 1:19 |

| 14. | Sugar (Live-version)     | 2:27 |
| 15. | War? (Live-version)      | 2:48 |
| 16. | Suite-Pee (Live-version) | 2:58 |
| 17. | Know (Live-version)      | 3:03 |

## Fotnoter[11]
- Detta står i musikhäftet som följer med albumet:

"Announce your anthems on the ceiling,

We dance,

Annexed by power.

Casual neckties embrace,

The hungry hunger further,

Images rule through the media,

Commercial Orwellianism,

Producing unveiled icebergs,

Running transparent electrical cables,

Curving string ensembles,

Witnessed by hangings from flagpoles of souls avenged by Dr. Clock.

Fresh paint,

Naked melting figures mixing the revolution against TV sentencing,

At the hands of brutal men and their military business world.

Let us instigate the revolt,

Down with the system!"

– System of a Down
- Detta står innan låten "Spiders":

"Your thoughts, and dreams are no longer sacred, as they are exposed to a
weapon known as remote viewing and monitoring."
- Detta står innan låten "DDevil":

"For those that control the central nervous system,
control society, and the world."
- Detta står innan låten "War?":

"We first fought the heathens in the name of religion, then Communism, and now in
the name of drugs and terrorism. Our excuses for global domination always change."
- Detta står innan låten "Mind":

"Mind control technology has been used by the CIA since the 1950s as part of
their non-lethal, covert weapons program."
- Detta står innan låten "Peephole":

"The February 18 edition of Britain's NEW SCIENTIST Magazine reports that the
Geneva-based World Health Organization suppressed, under political pressure,
a report which confirmed that marijuana is safer than either alcohol or tobacco."
- Detta står innan låten "Darts":

"Why do old societies hold the pantheon of 12 gods to be true,
while modern societies generally have one God?"
- Detta står innan låten "P.L.U.C.K.":

"System of a Down would like to dedicate this song to the memory of the 1.5
million victims of the Armenian Genocide, perpetrated by the Turkish
Government in 1915."